# مسرح دبي الاجتماعي ومركز الفنون
مسرح دبي الاجتماعي ومركز الفنون (DUCTAC) هو مركز اجتماعي غير ربحي مقره في مدينة دبي، الإمارات العربية المتحدة، يستضيف الفعاليات والدورات والمعارض الفنية. تأسس في عام 2006، يقع المركز في مول الإمارات، ويغطي مساحة 77.952 قدم مربع (7424م 2).
يعد المسرح ومركز الفنون أول مركز إبداعي حديث غير ربحي ومجتمعي في الخليج. كان هذا المشروع الرائد من بنات أفكار عشاق المسرح المحليين وعشاق الفن والفنانين ورجال الأعمال الذين أدركوا الحاجة إلى مركز ترفيهي وتعليمي للمجتمع والأجيال القادمة في دبي.

## تقسيمات المركز
- مسرح سنتربوينت: مسرح من مستويين يضم مسرح بروسينيوم بمساحة 120 مترًا مربعًا (1291 قدمًا مربعًا) بسعة 543 مقعدًا.[5]
- مسرح استوديو Kilachand: مسرح أصغر من سنتربوينت مقسم إلى 10 طبقات متدرجة تتسع لـ 151 مقعدًا.
- معرض النور: مساحة معرض الفن المعاصر مخصصة للعمل مع الفنانين المحليين.[6]
- إستوديوهات الرقص: ثلاث استوديوهات مختلفة السعة.
- إستوديوهات الفن: 14 استديو فني تتنوع في الحجم والسعة
- صالة البلكون: مساحة من السجاد تبلغ 3240 قدمًا مربعة تتسع لـ 100 شخص مناسبة للندوات والمحادثات.

في يوليو 2018، أُغلق مسرح دبي المجتمعي ومركز الفنون في مول الإمارات. وأُعلن عن خطط للانتقال إلى مردف سيتي سنتر في سبتمبر 2018.

## روابط خارجية
- الموقع الرسمي